# Janine Andrade
Janine Andrade (* 13. November 1918 in Besançon; † 24. Oktober 1997) war eine französische Violinistin.
Janine Andrade trat bereits im Alter von sieben Jahren, begleitete von ihrer Mutter, einer Pianistin, als Violinsolistin auf. Im Alter von zwölf Jahren erhielt sie den Ersten Preis des Conservatoire de Paris im Fach Violine. Ihre Lehrer waren Jules Boucherit, Carl Flesch und Jacques Thibaud. Ihre Laufbahn als Violinsolistin wurde durch den Zweiten Weltkrieg unterbrochen. Nach 1945 unternahm die Konzertreisen u. a. durch Japan, Südafrika und Südamerika. 1972 erlitt sie einen schweren Schlaganfall, der eine rechtsseitige Lähmung und Sprachverlust zur Folge hatte. Ihre letzten Lebensjahre verbrachte sie in Pflegeheimen. Eine CD mit Violinkonzerten Mozarts (mit dem Leipziger Gewandhausorchester unter Kurt Masur) erschien beim Label Berlin Classics, ein Album mit Aufnahmen von Violinsonaten César Francks, Gabriel Faurés und Franz Schuberts aus den Jahren 1958–60 erschien bei Meloclassic.